# Província de Kunar
La província de Kunar (paixtu: کونړ) és una divisió administrativa de l'Afganistan al nord-est del país. La capital és Asadabad. La superfície és de 4.942 km² i la població de 390.200 habitants (estimació de 2006).

## Districtes

Districtes de Kunar

| District3   | Capital | Població | Àrea | Notes                                                                           |
| ----------- | ------- | -------- | ---- | ------------------------------------------------------------------------------- |
| Asadabad    |         | 29.177   |      | Format per la capital de la província, i ciutat adjacents als rius Pech i Kunar |
| Bar Kunar   |         | 20.716   |      |                                                                                 |
| Chapa Dara  |         | 28.681   |      |                                                                                 |
| Dangam      |         | 15.509   |      |                                                                                 |
| Dara-i Pech |         | 44.958   |      | Conegut generalment con districte de Pech o de Manogai.                         |
| Khas Kunar  |         | 31.950   |      |                                                                                 |
| Marawara    |         | 17.316   |      |                                                                                 |
| Narang      |         | 27.937   |      |                                                                                 |
| Nari        |         | 32.510   |      |                                                                                 |
| Nurgol      |         | 25,047   |      |                                                                                 |
| Sawkai      |         | 28,905   |      |                                                                                 |
| Sirkani     |         | 24,080   |      |                                                                                 |
| Wata Pur    |         | 28,778   |      |                                                                                 |
| Shigal      |         | 33,781   |      |                                                                                 |
| Asmar       |         |          |      |                                                                                 |